# Hîrbovăț (rejon Anenii Noi)
Hîrbovăț – wieś w Mołdawii, w rejonie Anenii Noi.

## Położenie i opis
Wieś leży w rejonie Anenii Noi, w odległości ok. 44 km od Kiszyniowa i 12 km od stolicy rejonu Anenii Noi.
Pierwsza wzmianka o miejscowości pochodzi z 1774 r. We wsi znajduje się prawosławna cerkiew św. Mikołaja.

## Demografia
W 2004 r. we wsi żyło 5447 osób, z czego zdecydowana większość, 5348, zadeklarowało narodowość mołdawską. 36 osób wskazało tożsamość rumuńską, 28 – rosyjską, 25 – ukraińską, zaś pojedyncze osoby zadeklarowały przynależność do narodów gagauskiego, bułgarskiego, polskiego lub innego.